# Krister Hagen
Krister Hagen (Kristiansand, Noruega, 12 de janeiro de 1989) é um ciclista noruego que foi profissional entre 2012 e 2019.
Em setembro de 2019 anunciou sua retirada como ciclista profissional para poder dedicar mais tempo a sua família.

## Palmarés
- 2017
  - 1 etapa do East Bohemia Tour

- 2018
- Trofej Umag-Umag Trophy[2]
- Istrian Spring Trophy